# Acacia ericifolia
Acacia ericifolia é uma espécie de leguminosa do gênero Acacia, pertencente à família Fabaceae.